# Ferrari Dino S
Ferrari Dino S är en sportvagn, tillverkad av den italienska biltillverkaren Ferrari mellan 1958 och 1959.

## Bakgrund
Vittorio Jano kom till Ferrari i samband med att Scuderia Ferrari tog över Lancias formel 1-bil D50 under 1955. Tillsammans med Enzo Ferraris son Alfredo "Dino" Ferrari drog han upp riktlinjerna för en ny V6-motor som skulle passa det nya formel 2-reglementet som infördes 1957. Dino Ferrari led av den ärftliga muskelsjukdomen muskeldystrofi och avled 1956, 24 år gammal. Till hans minne kallades motorn och de små tävlingsvagnarna Dino.
Till 1958 kom Dino-motorn att användas även i Ferraris små sportvagnar och ersatte de fyrcylindriga Monza-vagnarna.

## Utveckling

### Dino 206 S/296 S
Med Dino-bilarna ändrade Ferrari sin namngivning. Modellbeteckningen bestod av tre siffror, där de två första angav motorns slagvolym i deciliter och den sista siffran angav antalet cylindrar.
Motorn i Ferrari Dino hämtades från formel 1-bilen Dino 246. Den var mycket lik de V-motorer Jano tidigare byggt för Lancias racerbilar. De dubbla överliggande kamaxlarna gjorde cylinderhuvudena mycket breda och det blev ont om plats för insuget och förgasarna mellan cylinderraderna. Jano löste detta genom att bredda vinkeln mellan cylinderraderna till 65°, mot normala 60° för V6:or och V12:or. 206 S hade en tvålitersmotor, som placerades i ett chassi som hämtades från företrädaren 500 TRC, med stel bakaxel.
Senare under 1958 kom 296 S med en trelitersmotor. Chassit hade De Dion-axel bak och transaxel. Bilen var en prototyp till 1959 års 250 TR.

### Dino 196 S/246 S
Ferrari var rädd att den avancerade motorn skulle bli alltför komplicerad för privatförare att hantera. Därför ersattes 206:an av 196 S till 1959. Bilen hade en enklare formel 2-motor, med enkla överliggande kamaxlar och normala 60° mellan cylinderraderna. 196:an behöll även den stela bakaxeln.
Under 1959 kom även den större 246 S. Bilen hade kvar den avancerade formel 1-motorn och hade även fått individuell hjulupphängning bak.
Dino S blev ingen succé för Ferrari. Bilarna kunde inte konkurrera med de större tolvcylindriga Ferrari-modellerna och efterfrågan från privatkunder var liten. Dessutom gick trenden mot mittmotorvagnar.

## Tekniska data
| Tekniska data           | 196 S                                                            | 296 S                                                            | 246 S                                                                 |
| ----------------------- | ---------------------------------------------------------------- | ---------------------------------------------------------------- | --------------------------------------------------------------------- |
| Motor:                  | Frontmonterad 60° 6-cylindrig V-motor                            | Frontmonterad 60° 6-cylindrig V-motor                            | Frontmonterad 65° 6-cylindrig V-motor                                 |
| Cylindervolym:          | 1984 cm³                                                         | 2962 cm³                                                         | 2417 cm³                                                              |
| Borrning x slaglängd:   | 77,0 x 71,0 mm                                                   |                                                                  | 85,0 x 71,0 mm                                                        |
| Kompression:            | 9,8:1                                                            |                                                                  | 9,8:1                                                                 |
| Max effekt vid varvtal: | 200 hk vid 7 200 v/min                                           | 296 hk                                                           | 280 hk vid 8 500 v/min                                                |
| Ventilstyrning:         | En överliggande kamaxel per cylinderrad, 2 ventiler per cylinder | En överliggande kamaxel per cylinderrad, 2 ventiler per cylinder | Dubbla överliggande kamaxlar per cylinderrad, 2 ventiler per cylinder |
| Bränslesystem:          | 3 Weber 42 DCN förgasare                                         | 3 Weber 42 DCN förgasare                                         | Bosch bränsleinsprutning                                              |
| Växellåda:              | 4-växlad manuell                                                 | 4-växlad manuell                                                 | 5-växlad manuell                                                      |
| Hjulupphängning fram:   | Dubbla tvärlänkar, skruvfjädrar                                  | Dubbla tvärlänkar, skruvfjädrar                                  | Dubbla tvärlänkar, skruvfjädrar                                       |
| Hjulupphängning bak:    | Stel bakaxel, skruvfjädrar                                       | Stel bakaxel, skruvfjädrar                                       | Dubbla tvärlänkar, skruvfjädrar                                       |
| Bromsar:                | Hydrauliska skivbromsar                                          | Hydrauliska skivbromsar                                          | Hydrauliska skivbromsar                                               |
| Chassi & kaross:        | Fackverksram av stål med aluminiumkaross                         | Fackverksram av stål med aluminiumkaross                         | Fackverksram av stål med aluminiumkaross                              |
| Hjulbas:                | 225 cm                                                           | 225 cm                                                           | 216 cm                                                                |
| Torrvikt:               | 680 kg                                                           | 680 kg                                                           | 680 kg                                                                |

## Tävlingsresultat
Dino S gjorde inga större avtryck i resultatlistorna. Bästa placeringen kom i 1960 års Targa Florio, där Wolfgang von Trips och Phil Hill tog en klasseger och en total andraplats.

## Tillverkning
| Modell     | Antal |
| ---------- | ----- |
| Dino 206 S | 1     |
| Dino 296 S | 1     |
| Dino 196 S | 1     |
| Dino 246 S | 2     |